# Estadio Ato Boldon
El Estadio Ato Boldon está ubicado en la ciudad de Couva, Trinidad y Tobago. Tiene una capacidad de 10 000 espectadores, y fue nombrado en honor al atleta triniteño Ato Boldon, campeón mundial de 200 m en Atenas 1997.
Fue inaugurado el año 2001, y posee pista de atletismo, cancha de fútbol, gimnasio, y espacios de entretenimiento familiar, eventos sociales, y conferencias.
Algunos partidos memorables se han jugado en este inmueble. Uno de ellos sucedió el 10 de octubre del 2017 cuando la Selección de Trinidad y Tobago derrotó a la Selección de Estados Unidos en el último partido del hexagonal eliminatorio rumbo a la Copa Mundial de Rusia 2018. El resultado fue un 2-1 a favor de los locales, así, Estados Unidos quedaba eliminado de un mundial por primera vez en 32 años (eliminado desde México '86) y cortando una racha de siete participaciones consecutivas (1990-2014).